# 252794 Maironis
252794 Maironis este un asteroid din centura principală de asteroizi.

## Descriere
252794 Maironis este un asteroid din centura principală de asteroizi. A fost descoperit pe 16 martie 2002 la Moletai de Kazimieras Černis și Justas Zdanavičius. Asteroidul prezintă o orbită caracterizată de o semiaxă mare de 3,15 ua, o excentricitate de 0,14 și o înclinație de 17,4° în raport cu ecliptica.